# IJsland op de Olympische Winterspelen 2010

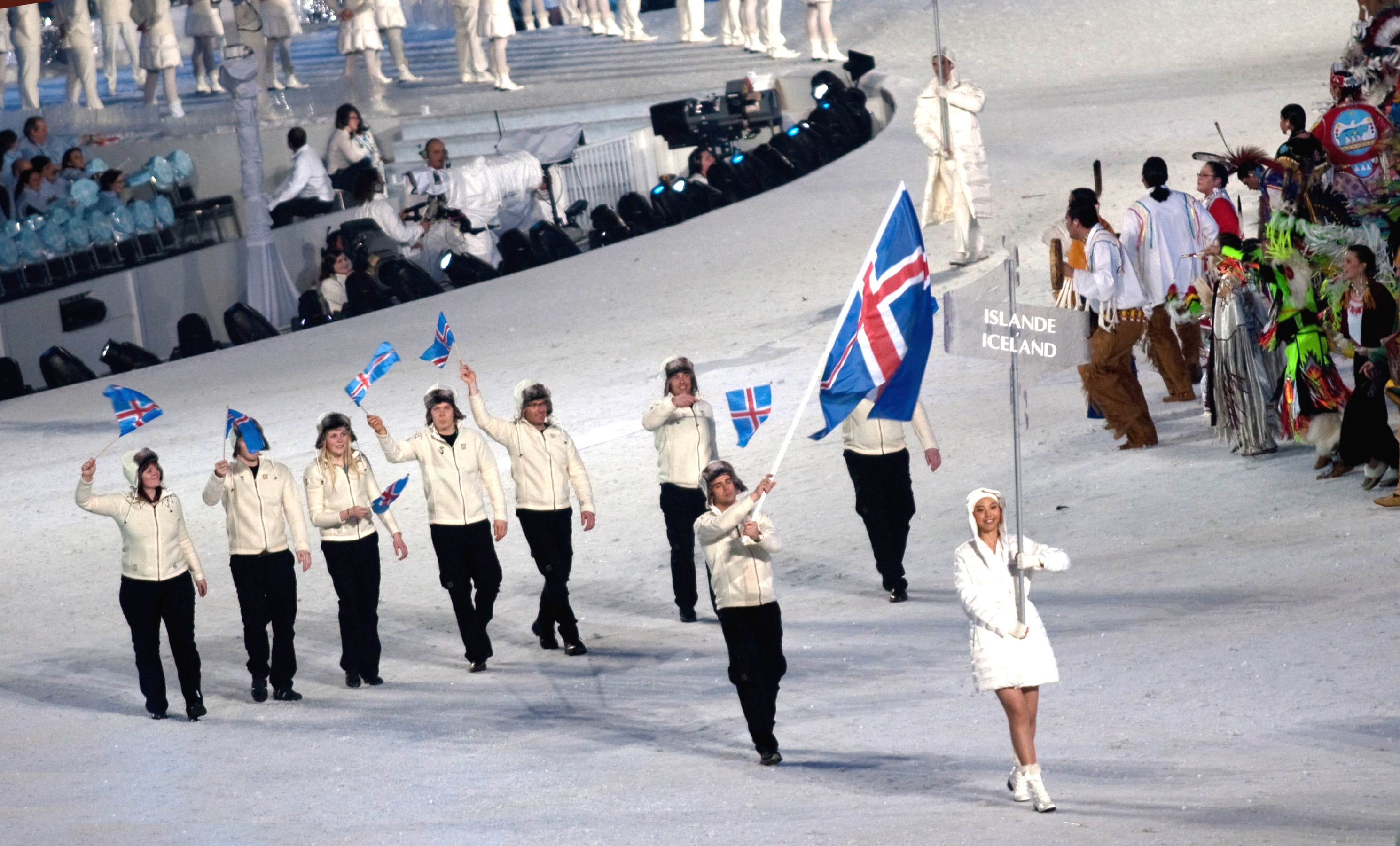
Het team van IJsland bij de opening

Tijdens de Olympische Winterspelen van 2010, die in Vancouver (Canada) werden gehouden, nam IJsland voor de zestiende keer deel aan de Winterspelen.

## Deelnemers en resultaten
(m) = mannen, (v) = vrouwen 

### Alpineskiën
| Olympiër                 | Discipline       | Resultaat | Prestatie                         |
| ------------------------ | ---------------- | --------- | --------------------------------- |
| Bjoergvin Bjoergvinsson  | reuzenslalom (m) | 43e       | 2.46,71 (+8,88) — 1.21,44+1.25,27 |
| Bjoergvin Bjoergvinsson  | slalom (m)       | dnf-1     | opgave run 1                      |
| Stefan Jon Sigurgeirsson | super g (m)      | 45e       | 1.39,12 (+8,78)                   |
| Stefan Jon Sigurgeirsson | slalom (m)       | dnf-1     | opgave run 1                      |
| Arni Thorvaldsson        | super g (m)      | dnf       | opgave                            |
|                          |                  |           |                                   |
| Íris Guðmundsdóttir      | super g (v)      | dnf       | opgave                            |
| Íris Guðmundsdóttir      | slalom (v)       | dnf-1     | opgave run 1                      |

Albanië · Algerije · Andorra · Argentinië · Armenië · Australië · Azerbeidzjan · België · Bermuda · Bosnië en Herzegovina · Brazilië · Bulgarije · Canada · Chili · China · Chinees Taipei · Colombia · Cyprus · Denemarken · Duitsland · Estland · Ethiopië · Finland · Frankrijk · Georgië · Ghana · Griekenland · Groot-Brittannië · Hongarije · Hongkong · Ierland · IJsland · India · Iran · Israël · Italië · Jamaica · Japan · Kaaimaneilanden · Kazachstan · Kirgizië · Kroatië · Letland · Libanon · Liechtenstein · Litouwen · Macedonië · Marokko · Mexico · Moldavië · Monaco · Mongolië · Montenegro · Nederland · Nepal · Nieuw-Zeeland · Noord-Korea · Noorwegen · Oekraïne · Oezbekistan · Oostenrijk · Pakistan · Peru · Polen · Portugal · Roemenië · Rusland · San Marino · Senegal · Servië · Slovenië · Slowakije · Spanje · Tadzjikistan · Tsjechië · Turkije · Verenigde Staten · Wit-Rusland · Zuid-Afrika · Zuid-Korea · Zweden · Zwitserland